# Art nouveau à Prague

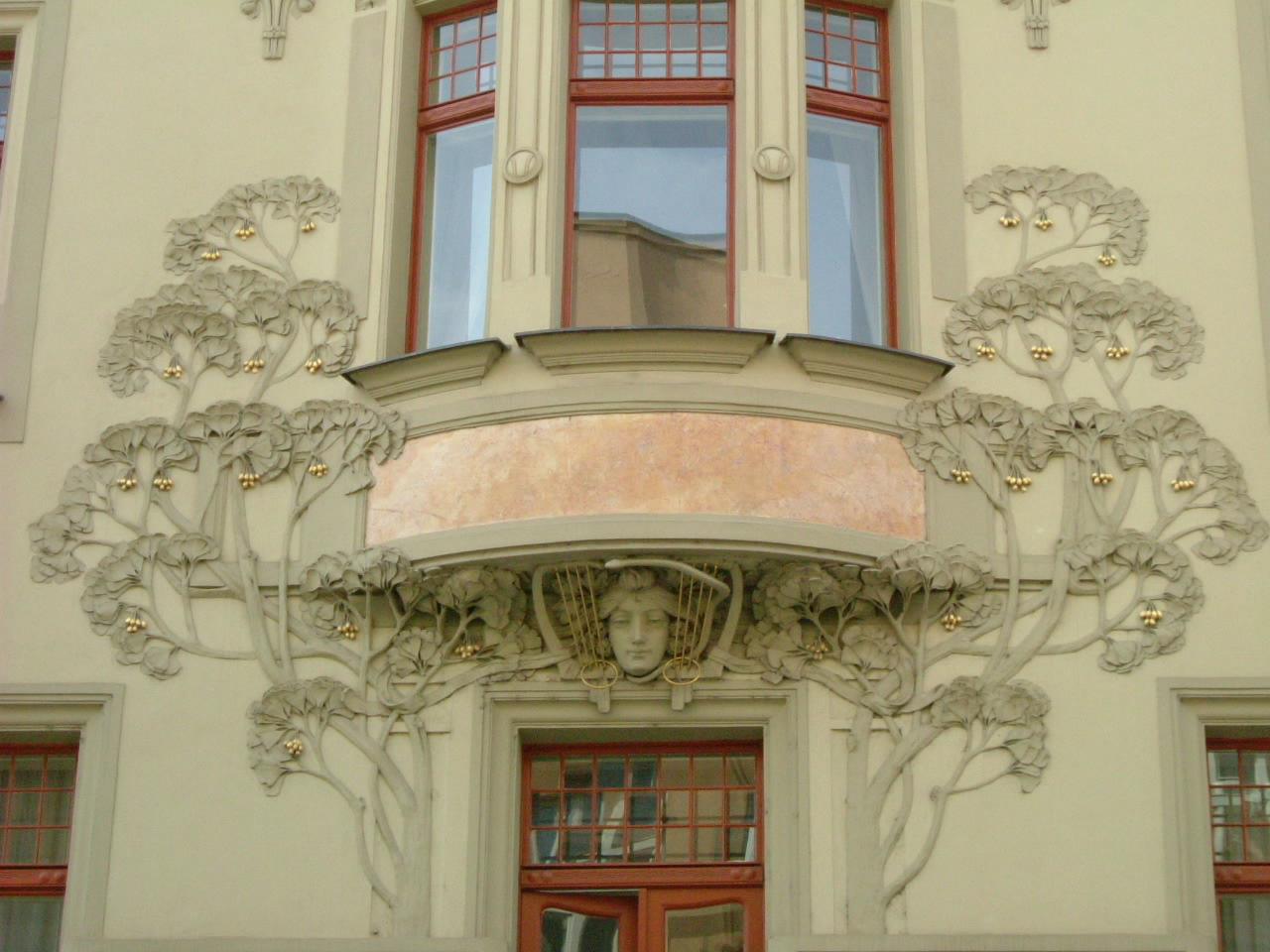
Détail de la façade jugendstil (Art nouveau) de l'hôtel Central, à Prague.

Prague est une des villes européennes qui comptent le plus de réalisations de style Art nouveau ou jugendstil et plus précisément se rapportant au courant plus géométrique de la secession viennoise vu l'influence de l'Autriche et de l'Allemagne toutes proches.

## Alfons Mucha
Qui dit Art nouveau à Prague ou en République tchèque pense immédiatement au célèbre peintre et affichiste Alfons Mucha né à Ivančice en Moravie le 24 juillet 1860 et mort à Prague le 14 juillet 1939.
Or Alfons Mucha s'exila très jeune à Vienne puis longtemps à Paris et ensuite aux États-Unis avant de revenir dans son pays d'origine et plus précisément à Prague après 1910, époque où l'Art nouveau était déjà sur le déclin.
Sa carrière parisienne fut brillante et il est toujours considéré comme un des peintres les plus représentatifs de l'Art nouveau. Ses modèles presque toujours féminins (Sarah Bernhardt, Maude Adams) servirent souvent à la publicité commerciale ou à la promotion du music-hall. Il peignit aussi plusieurs séries de lithographies (les saisons, les arts, les fleurs, etc.).
De retour au pays, il participa entre autres à la décoration de la Maison municipale de Prague, conçut son épopée des Slaves en 20 tableaux, collabora au dessin de timbres-poste et de billets de banque pour la nouvelle Tchécoslovaquie et réalisa en 1931 les vitraux de la cathédrale Saint-Vitus (Saint-Guy) dans un style Art nouveau tardif.

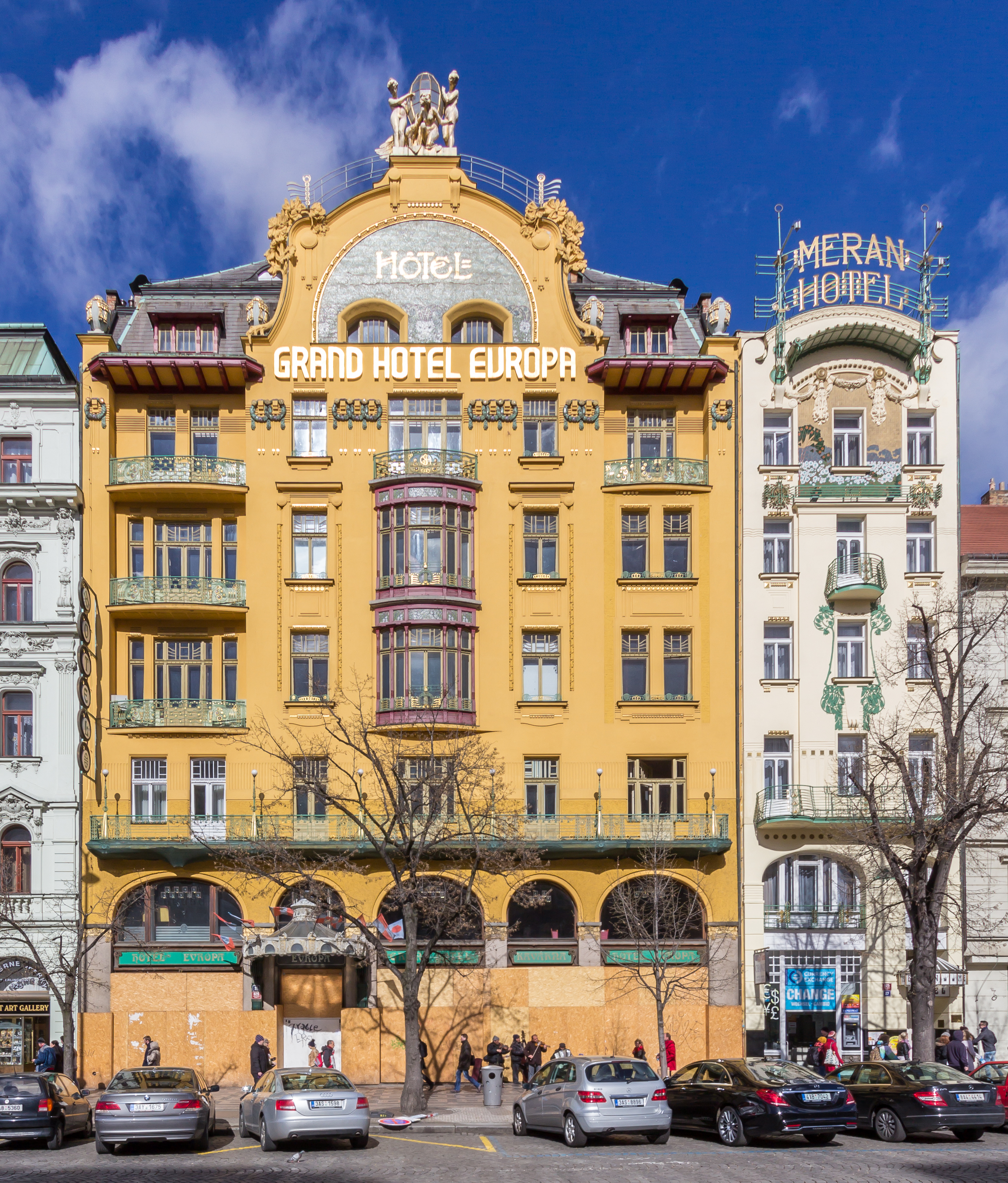
Grand Hôtel Evropa, Prague, Vaclavské námesti (place Venceslas).

## Style et architectes Art nouveau à Prague
A Prague, l'Art nouveau et le style baroque local se côtoient avec harmonie.
Il est à noter que Prague faisait partie de l'Empire austro-hongrois jusqu'en 1918, c'est-à-dire durant toute la période faste pour l'Art nouveau.
C'est dans le quartier de Nové Město (Nouvelle Ville) qui est en réalité un quartier ancien de Prague que se trouvent de nombreuses constructions de style Art nouveau. Cette partie de Prague est située au sud de la vieille ville sur la rive droite et est de la Vltava.
L'Art nouveau à Prague possède quelques particularités.
Les bâtiments sont en général recouverts de stuc de couleur blanche ou pastel. Il y a donc peu de matériaux différents. De nombreuses inscriptions sont peintes sur les façades qui sont souvent ornées de branches et de feuilles ovales disposées à plat formant des arcs de cercle.
Parmi les architectes les plus connus, on peut citer les autrichiens Friedrich Ohmann (Lviv, Ukraine, 1858, Vienne, 1927) et Bedrich Bendelmeyer (1872-1932) ainsi que les tchèques Jan Kotera (Brno, 1871, Prague, 1923), Antonin Balsanek (Česky Brod, 1865, Prague, 1921), Alois Dryák (Olšany, 1872, Prague, 1932) et Oskar (Osvald) Polivka (1859-1931).

## Principales réalisations Art nouveau à Prague

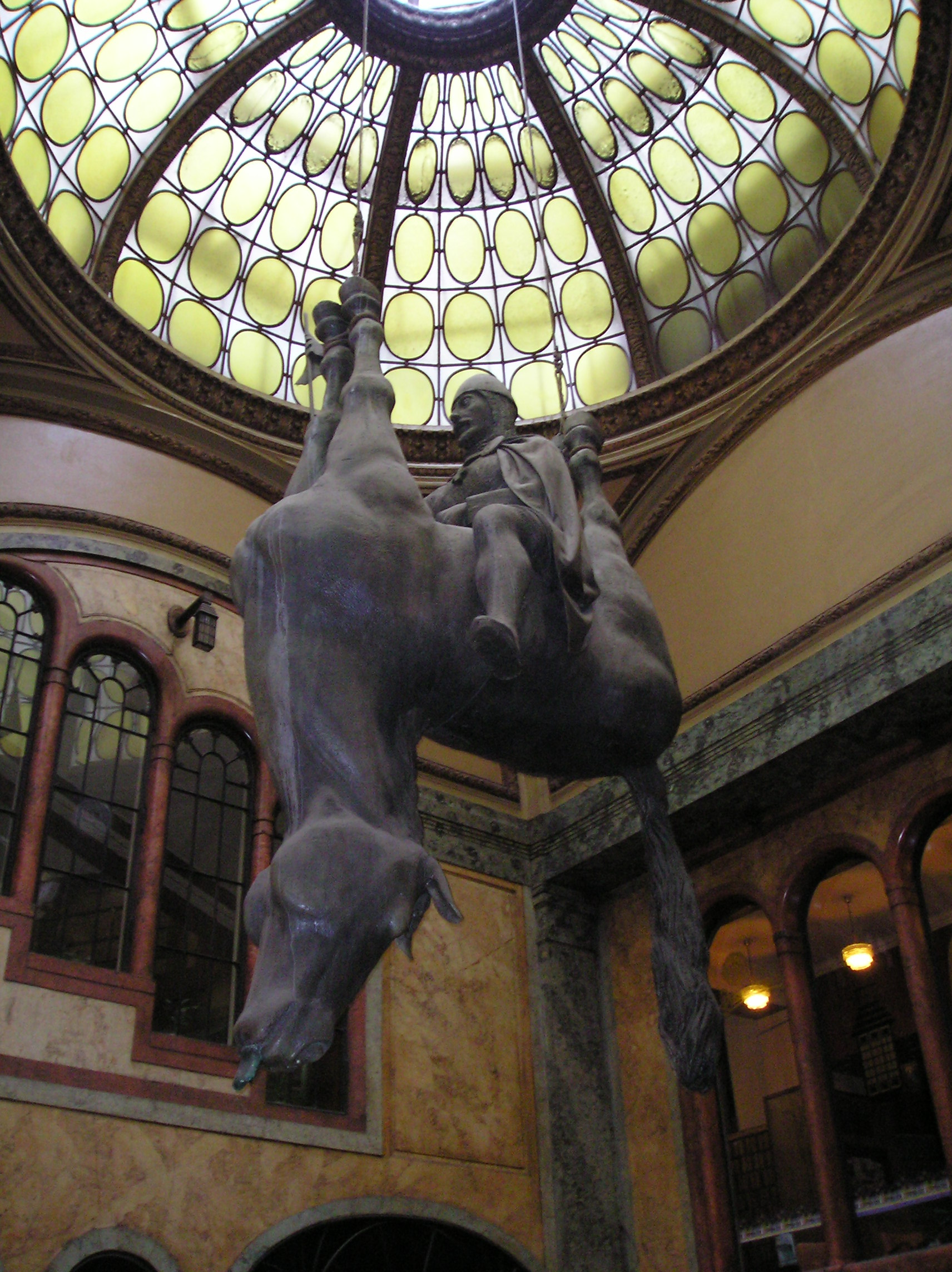
Lucerna passage (passage Lucerna), Štěpánská, Prague

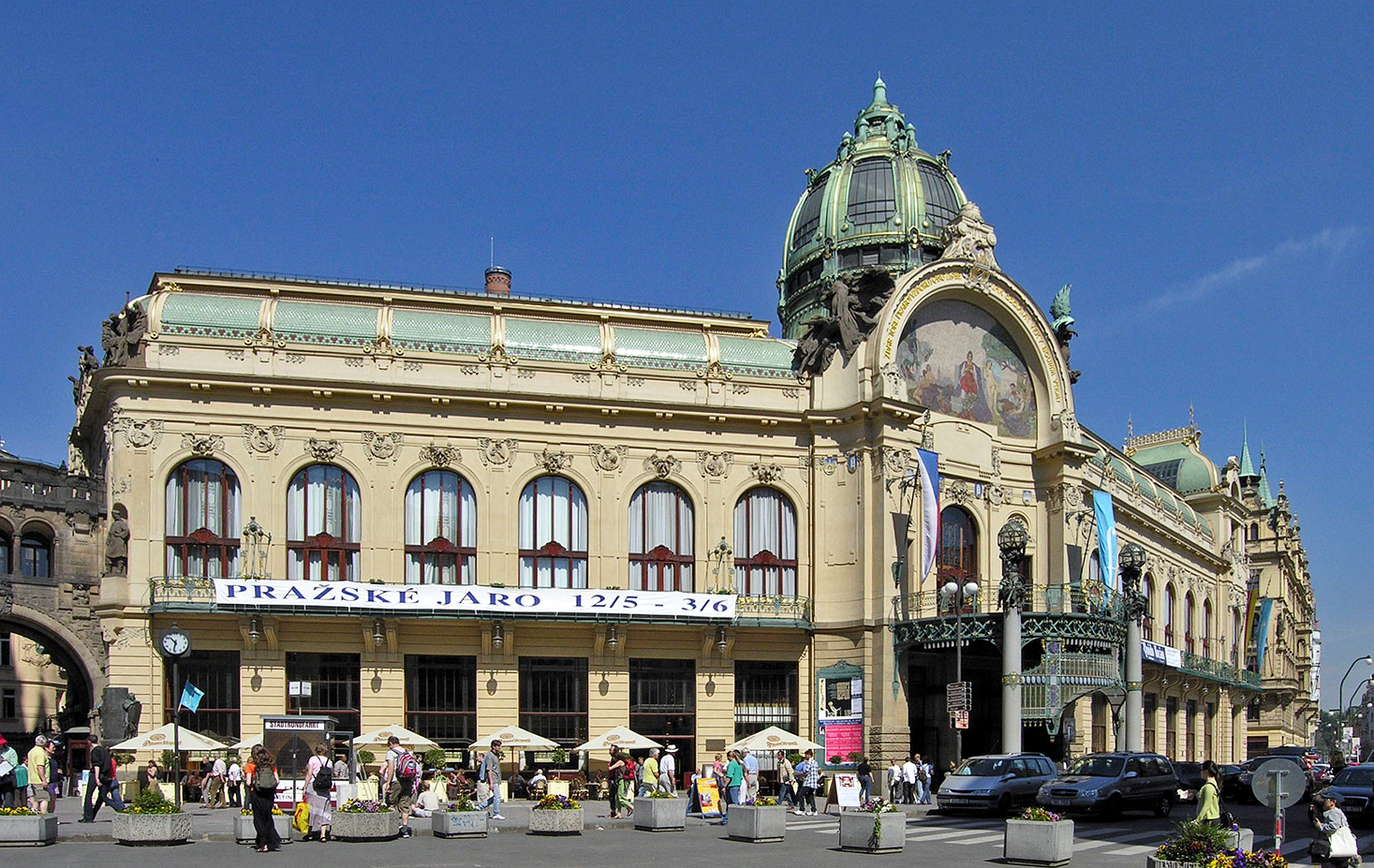
Obecni Dům (Maison municipale) à Prague

### Quartier Nové Město
- Palais Generali, place Venceslas, 1898
- La chorale Hlahol, Quai Masaryk 248/16, J. Fanta, 1903-1905
- U Nováků (magasin Novák), 30 rue Vodičkova, transformation par O. Polívka, 1901-1904
- Palais Koruna, 1 place Venceslas, A. Pfeiffer, 1912-1914
- Hotel Zlatá husa (l'oie d'or), 7 place Venceslas, E. Králíček et M. Blecha, 1909-1910
- Peterkův dům (Maison Peterka), 12 place Venceslas, J. Kotěra, 1899-1900
- Grand Hotel Evropa et Meran Hotel, 25 place Venceslas, B. Bendelmayer et A. Dryák, 1903-1906
- Palác Topič / Topičův salon (Editions Topič), Národní třída, 9, O. Polívka, 1901-1906
- Palais des Assurances de Prague, Národní třída, 7, O. Polívka, 1907-1908
- Obchodní dům u Nováků (Grand magasin Novák), 28-30 rue Vodičkova, O. Polívka, 1902-1903
- Palais et passage Lucerna, 61 rue Štěpánská, V. Havel, 1907-1921
- Institut Goethe de Prague, quai Masaryk 224/32, J. Stibral, L. Šaloun

### Quartier Josefov / Staré Město
- Nouvel Hôtel de Ville de Prague, Mariánské náměstí 2, O. Polívka, 1908-1911
- Celetná (près de la tour poudrière), Bedřich, 1900
- A Štorch & syn, 16 rue Celetná, façade en sgraffites
- Compagnie d'assurance Praha, 7 rue Narodni, 1907
- Hôtel Paris, 1904
- Restaurace U Staré synagogy, angle des rues Pařížská et Červená
- Pont Svatopluk Čech, Čechův most, 1905-1908

### Autres quartiers en rive droite de la Vltava
- Obecní dům (Maison municipale), náměstí Republiky 5, A. Balšánek et O. Polívka, 1903-1905, mosaïques : K. Spillar, intérieur : A. Mucha, J. Chochol et autres
- Hôtel Central, 10 rue Hybernská, F. Ohmann, 1899-1902
- Gare centrale de Prague, Wilsonova třída 8/300, J. Fanta, 1901-1909, sculptures : S. Sucharda
- Dům u Dörflerů (Maison Dörfler), rue Na Příkopě 391/7, M. Blecha, 1905

### Rive gauche de la Vltava
- Villa Helenka, ulice Na Václavce 30, A. Korda, 1903
- Bílkova vila (Maison Bílek), Mickiewiczova ulice 1, Bílek, 1912
- Cathédrale Saint-Guy, Hrad III. nádvoří, vitraux d'A. Mucha représentant Cyrille et Méthode
- Marché de Smichov, Smichov, 1908
- Villa Kramář (Villa Karel Kramář), Gogolova 1, F. Ohmann et J. Čánský 1911-1914